# 1887 v loďstvech
Tento článek obsahuje významné události v oblasti loďstev v roce 1887.

## Lodě vstoupivší do služby
- 2. května –  USS Boston – chráněný křižník třídy Atlanta
- 16. srpna –  Dandolo – bitevní loď třídy Italia